# Cordebugle
Cordebugle è un comune francese di 139 abitanti situato nel dipartimento del Calvados nella regione della Normandia.

## Società

### Evoluzione demografica
Abitanti censiti